# Ernie Andrews

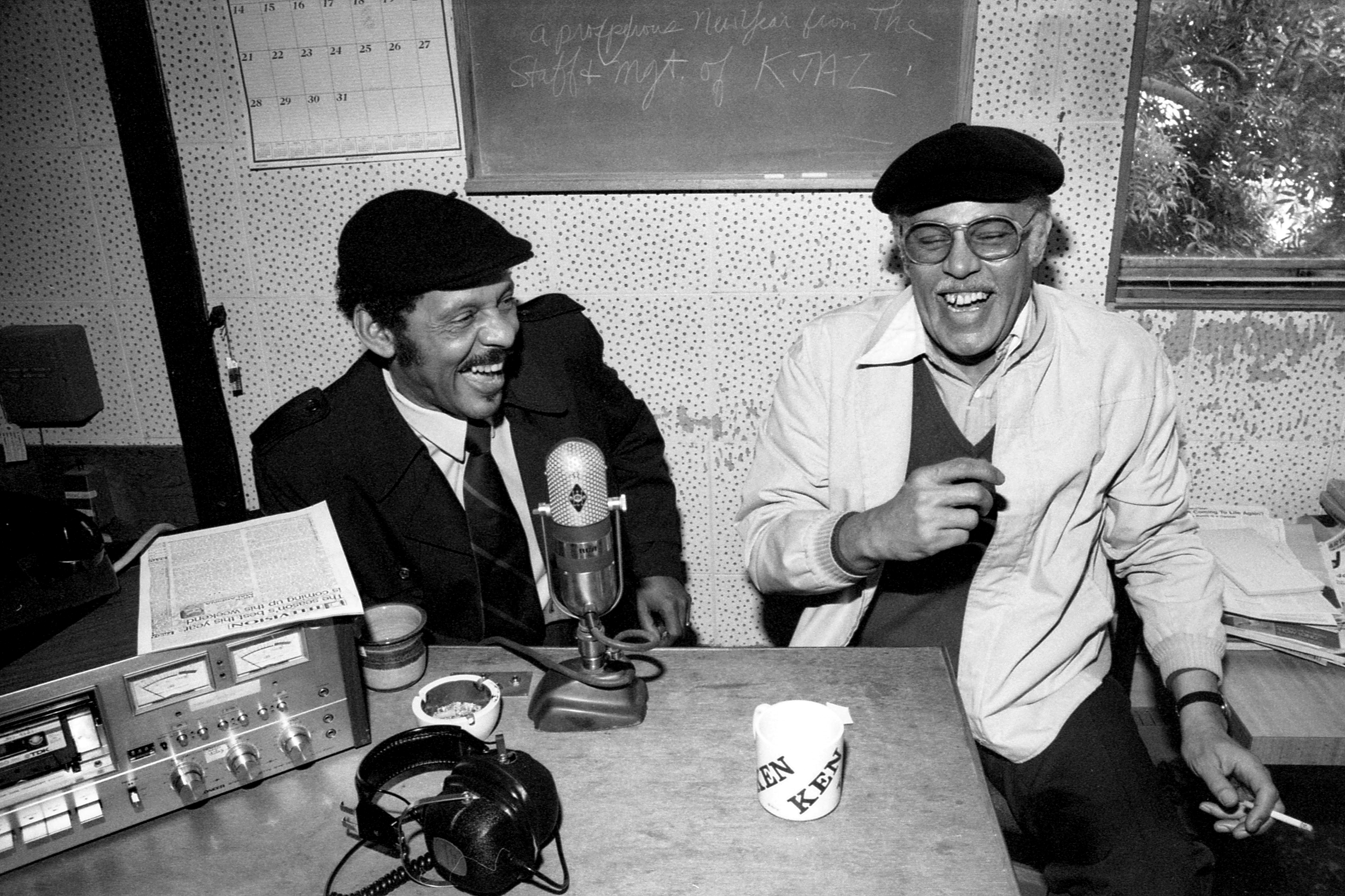
Ernie Andrews mit Dexter Gordon (rechts) bei KJAZ Radio 1980 (Foto: Brian McMillen)

Ernie Andrews (* 25. Dezember 1927 in Philadelphia; † 21. Februar 2022) war ein US-amerikanischer Blues- und Jazzsänger.

## Leben und Wirken
Andrews wuchs in Los Angeles auf, sang im Kirchenchor und hatte nach seinem High-School-Abschluss einige Hits für das G&G-Label. Stilistisch von Billy Eckstine und Al Hibbler beeinflusst, stand er im Laufe seiner Karriere etwas im Schatten von Joe Williams, der in einem ähnlichen Stil sang.
Andrews nahm Ende der 1940er Jahre einige Schallplatten für Aladdin, Columbia und London auf, u. a. mit dem Pianisten Wilbert Baranco, und gehörte sechs Jahre dem Harry James Orchestra an. Einen Hit hatte er mit „Soothe Me“, an den er jedoch nicht erfolgreich anknüpfen konnte. 1957/58 wurden erste Alben für das Label GNP/Crescendo in Bigband-Besetzung aufgenommen. 1964 entstand für Capitol das Album Live Session! Cannonball Adderley with the New Exciting Voice of Ernie Andrews, das für den Autor Will Friedwald einen der Höhepunkte in der Verbindung von Hardbop mit dem Jazzgesang darstellt.
In den 1960er und 1970er Jahren geriet Andrews etwas in Vergessenheit, obwohl er noch einige Alben für Dot einspielte und 1975 einen Gastauftritt bei Kenny Burrells Ellington-Album hatte. Mit einem Album für Discovery gelang ihm 1980 ein Comeback; 1985 nahm er ein Album mit dem Bob Cooper/Snooky Young Sextett auf. In den 1990er Jahren entstanden noch eine Reihe von Alben, wie das 1992 von Houston Person produzierte Album Nor Regrets für Muse Records, und in den 2000er Jahren für Highnote Records. Andrews nahm dann noch mit Frank Capp/Nat Pierce’ Formation Juggernaut, mit Gene Harris’ Superband, Jay McShann und den Harper Brothers auf.

## Diskographische Hinweise
Alben unter eigenem Namen
- This Is Ernie Andrews (Dot/Verve, 1964)
- From the Heart (Discovery, 1980)
- No Regrets (Muse Records, 1992) mit Houston Person, Junior Mance, Ray Drummond
- The Great City (Muse, 1995)
- Girl Talk (Highnote, 2001)
- Jump for Joy (Highnote, 2003)
- How About Me (Highnote, 2006)

Alben als Gastsolist
- Kenny Burrell: Ellington Is Forever (Fantasy, 1975)
- Frank Capp: Juggernat Strikes Again! (Concord Jazz, 1981)
- Bob Cooper/Snooky Young Sextett: In a Mellotone (Contemporary Records, 1985) mit Monty Budwig

- Gene Harris: Live from Town Hall, N.Y.C. (Concord, 1989)
- Gene Harris: All Stars Live (Concord, 1995)